# Borów (powiat polkowicki)
Borów – kolonia w Polsce, położona w województwie dolnośląskim, w powiecie polkowickim, w gminie Radwanice.
Do 2023 r. miejscowość była częścią wsi Przesieczna.
Borów należy do sołectwa Przesieczna.
W latach 1975–1998 Borów administracyjnie należał do województwa legnickiego.
Według Gminy Radwanice miejscowość liczy 66 mieszkańców (31.12.2019).